# La Défaite en chantant
La défaite en chantant est un livre publié en 2007 et rédigé sous forme de conversations entre Claude Allègre, ancien ministre socialiste français, et Dominique de Montvalon, directeur-adjoint de la rédaction au Parisien.
Ce livre retrace la période où Claude Allègre travailla avec Ségolène Royal au ministère de l'éducation nationale, l'échec du parti socialiste en 2002 et en 2007, la désignation de Royal en 2007, les rouages du PS et enfin posent les questions à propos de l'avenir de ce parti.
Il est parfois considéré comme un « livre de règlement de comptes » de Claude Allègre à l’encontre de Ségolène Royal.

## Divers
- La page de couverture est un dessin de Plantu.
- Royal a porté plainte pour diffamation contre la maison d'édition d'Allègre après la publication de ce livre pour « devoir de vérification», elle réclame 20 000 € de dommages et intérêts. Cette plainte sera examinée le 21 novembre 2007[2].